# Municipio de Mount Pleasant (Ohio)
El municipio de Mount Pleasant (en inglés: Mount Pleasant Township) es un municipio ubicado en el condado de Jefferson en el estado estadounidense de Ohio. En el año 2010 tenía una población de 2368 habitantes y una densidad poblacional de 47,82 personas por km².

## Geografía
El municipio de Mount Pleasant se encuentra ubicado en las coordenadas 40°11′1″N 80°50′16″O / 40.18361, -80.83778. Según la Oficina del Censo de los Estados Unidos, el municipio tiene una superficie total de 49.52 km², de la cual 49,44 km² corresponden a tierra firme y (0,17 %) 0,09 km² es agua.

## Demografía
Según el censo de 2010, había 2368 personas residiendo en el municipio de Mount Pleasant. La densidad de población era de 47,82 hab./km². De los 2368 habitantes, el municipio de Mount Pleasant estaba compuesto por el 98,73 % blancos, el 0,51 % eran afroamericanos, el 0,13 % eran amerindios, el 0,13 % eran asiáticos, el 0,04 % eran de otras razas y el 0,46 % eran de una mezcla de razas. Del total de la población el 0,38 % eran hispanos o latinos de cualquier raza.